# ViaOeste
A ViaOeste S.A., posteriormente renomeada para CCR ViaOeste, é uma sociedade anônima fundada em 4 de março de 1998 e sediada no município de Barueri, perdendo a concessão no dia 29 de março de 2025 com o término do seu contrato.
Teve o propósito específico de administrar, por um período de vinte anos, as rodovias que compõem o lote 12 do Programa Estadual de Desestatização, com a iniciativa Privada do governo do estado de São Paulo.
A ViaOeste concessionou o sistema Castello-Raposo por 27 anos, com investimentos de R$ 9,5 bilhões em obras rodoviárias, reduzindo em 42% no índice de acidentes e em 55% na ocorrência de mortes.

## Histórico da concessão

### Leilão e contrato
A ViaOeste ganhou a concessão do Lote 12 do Programa Estadual de Desestatização (que visava a redução da dívida pública, estimular investimentos por parte da iniciativa privada nos setores públicos e concentração do estado em recursos essenciais como educação e saúde). O Lote 12 se refere ao sistema rodoviário Castello-Raposo, que continha as seguintes rodovias:
- SP-280 - Rodovia Presidente Castello Branco - do km 13+700m Osasco ao km 79+380m Itu;

- SP-270 - Rodovia Raposo Tavares - do km 34 Cotia ao km 115+500m Araçoiaba da Serra;
- SP-075 - Rodovia Senador José Ermírio de Moraes, também conhecida como Castelinho[4] - do km 0 ao km 15;

A ViaOeste assumiu o sistema Castello-Raposo no dia 31 de março de 1998, com o contrato visando 20 anos de concessão, sendo responsável pelas seguintes obras:
- Duplicação da Rodovia Raposo Tavares entre os kms 34 ao 115;
- Implantação de vias marginais na Rodovia Presidente Castello Branco entre os kms 13+700m ao 24+600m;
- Implantação de vias marginais na Rodovia Raposo Tavares do km 42 ao 45 e do km 92 ao 115+500m;
- Implantação de interseções com o Rodoanel Mário Covas, nas parcelas que afetam a operação do sistema rodoviário;
- Equacionamento de interferência com os sistemas de infra-estrutura e de serviços públicos existentes e futuros, especialmente os sistemas viários;
- Estabelecimento de acessos a sistemas de transporte;
- Implantação e readaptação de praças de pedágio e pesagem;
- Implantação e readaptação de instalações de uso nas atividades de fiscalização e policiamento de trânsito e transporte;
- Implantação e readaptação de instalações e equipamentos de uso nas atividades de operação de sistema integrado de supervisão e controle de tráfego;
- Implantação de sistemas de pedágio eletrônico, de controle de peso para veículos de carga (incluindo pesagem dinâmica e balanças móveis), de comunicação e de chamada para usuários;
- Implantação de dispositivos de segurança;
- Implantação de paisagismo.[5]

### Durante a concessão
No dia 22 de outubro de 2004, a CCR, em parceria com a subsidiária Wolfon Empreendimentos LTDA, assinou um acordo com os acionistas da ViaOeste S.A., visando a aquisição da totalidade das ações da empresa. Ao todo, o investimento foi de R$ 485 milhões. Em março de 2005, a ViaOeste se tornou a sexta empresa a ser incorporada ao Grupo CCR, posteriormente sendo denominada CCR ViaOeste.
Durante a concessão, a ViaOeste realizou obras de melhorias e ampliação no sistema Castello-Raposo, como a duplicação da Raposo Tavares, faixas adicionais na Castello Branco e implantação de vias marginais nas mesmas, proporcionando segurança e melhorando o tráfego.

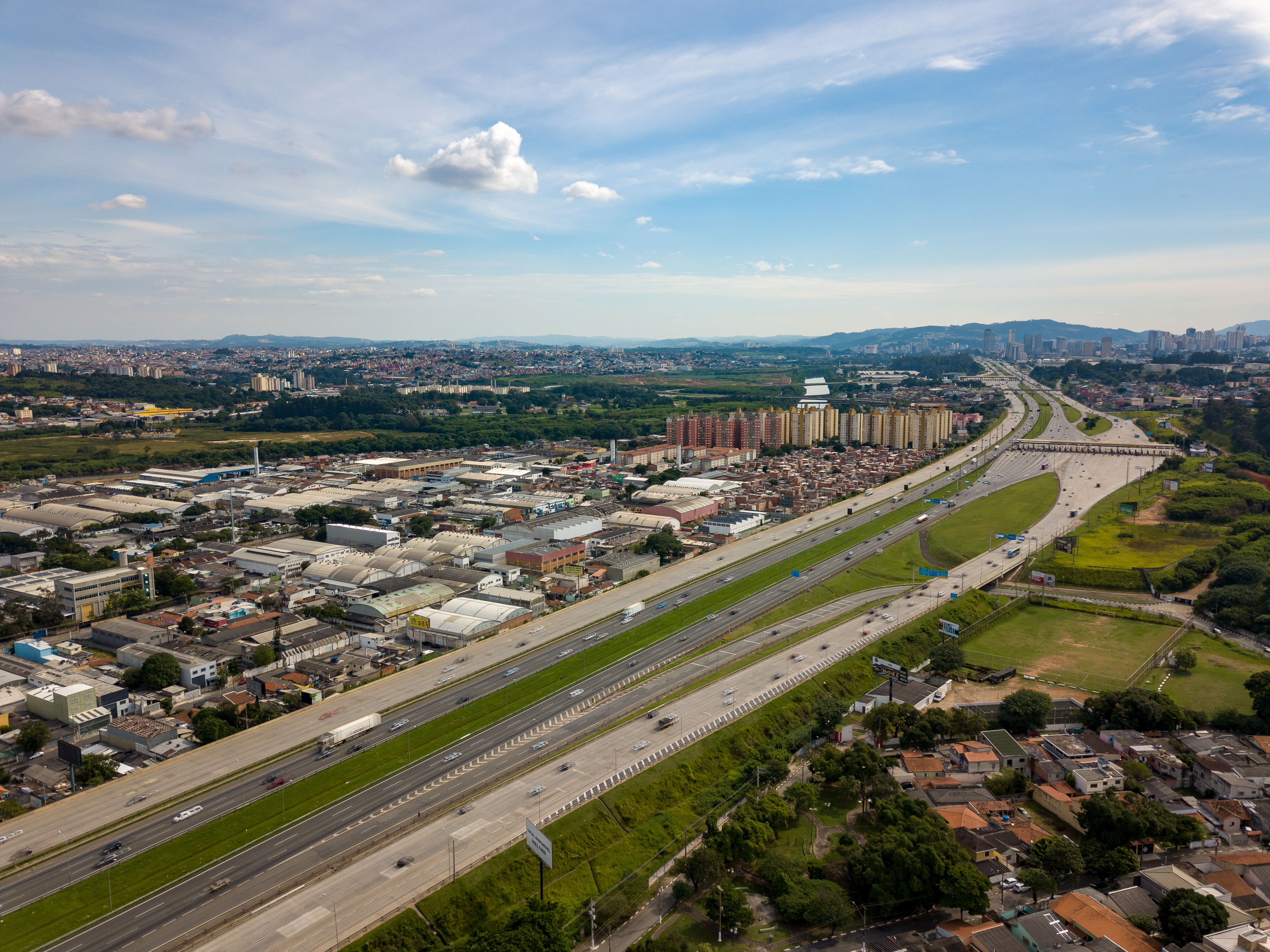
Pedágio da Rodovia Presidente Castello Branco na Grande SP

Ao longo dos anos, o Grupo CCR foi assinando TAMs (Termos Aditivos Modificativos) que prorrogaram o término da concessão do Lote 12 (ViaOeste), antes prevista para 31 de março de 2018. Ao todo, a concessionária teve 5 TAMs, sendo 26° Termo Aditivo e Modificativo, o mais recente. O 26° TAM assinado no dia 28 de junho de 2023, estendeu o prazo da conclusão do dia 14 de fevereiro de 2024 para 29 de março de 2025.
A CCR ViaOeste perdeu a concessão do sistema Castello-Raposo em razão dos lotes Nova Raposo e Rota Sorocabana, com as novas concessionárias Ecovias Raposo Castello e CCR Sorocabana assumindo os lotes no dia 30 de março de 2025. No entanto, a ViaOeste continuou com as obras na Raposo Tavares e Castello Branco, as quais estavam previstas no contrato.

## Obras realizadas durante a concessão

### 1999-2007

#### Sorocaba

Rodovia Raposo Tavares em Sorocaba, SP

No dia 13 de julho de 1999, as obras de duplicação da Rodovia Raposo Tavares, entre os kms 92 a 110,8, no trecho urbano de Sorocaba, foram iniciadas, com viadutos sendo construídos nos seguintes kms:
- Km 92+500;
- Km 96, um dos acessos à cidade;
- Km 97+800, acesso à Votorantim;
- Km 98+200, fazendo a transposição da linha férrea e estrada municipal, ligando o Bairro Parada do Alto a Votorantim;
- Km 98+400, transpondo o Rio Sorocaba com a rodovia de ligação entre Sorocaba e Votorantim;
- Km 104, um viaduto de entroncamento com a Rodovia João Leme de Santos, entre Sorocaba e Salto de Pirapora.

A obra da rodovia estava prevista para ser concluída em 2000, com as obras complementares previstas para 2002.
No dia 1 de agosto de 2001, as obras da rodovia que ligaria a SP-270 com a SP-075 foram iniciadas, com a inauguração no dia 28 de abril de 2003. A rodovia foi nomeada "Doutor Celso Charuri", de acordo com a Lei Estadual N° 11.015, em homenagem ao Celso Charuri.

#### Cotia - São Roque
Em um acordo com a concessionária e o governo de São Paulo, as obras de duplicação da Raposo Tavares entre Cotia e Vargem Grande Paulista (nos kms 34 a 45) foram iniciadas em setembro de 2002, com previsão de entrega para março de 2004. No entanto, a obra foi adiada para agosto de 2006, de acordo com o cronograma da empresa. De acordo com a ARTESP, a ViaOeste realizaria as obras de duplicação entre os kms 45 e 90 em 2011, com a conclusão em 2014.
Em abril de 2006, a ViaOeste iniciou as obras do contorno de Brigadeiro Tobias, aliviando o tráfego do bairro e proporcionando segurança aos moradores da região. As obras foram concluídas no dia 3 de agosto de 2007 e inauguradas pelo governador José Serra.
No dia 21 de agosto de 2006, a primeira etapa do contorno de São Roque foi iniciada, com o objetivo de retirar o tráfego de veículos pesados da região central da cidade, além de diminuir a poluição sonora, a deterioração do asfalto, e as dificuldades dos moradores de estacionarem nas ruas e sair de suas moradias. A obra foi entregue pelo governador José Serra no dia 6 outubro de 2007.

### 2008-2020

#### São Paulo - Jandira

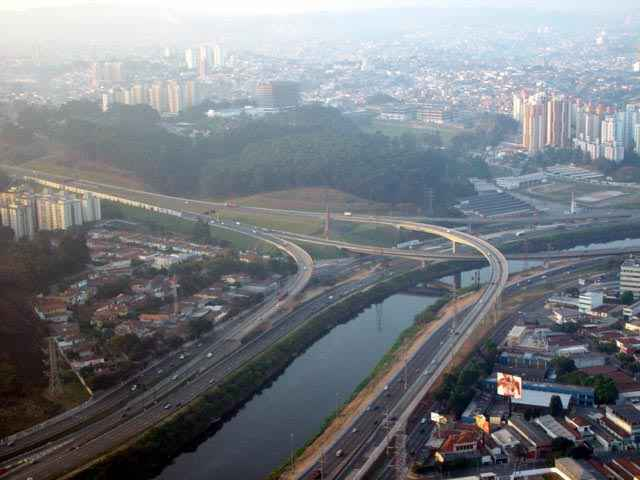
Complexo do Cebolão, na Grande SP

No Decreto N° 53.707 (decretado em 18 de novembro de 2008), a ViaOeste ficaria responsável pelo "Projeto Cebolão", que previa a ampliação e melhorias no Complexo do Cebolão, as quais seriam:
- Implantação de ponte com 581 metros de extensão;
- Recuperação de 3 pontes existentes, totalizando 1.242 metros de extensão;
- Recuperação de pavimento e aplicação de massa asfáltica;
- Instalação de barreira acústica e 340 postes de iluminação.

Além das obras no Complexo do Cebolão, houve a reconfiguração do trevo de Jandira, localizado no km 32, que previa:
- Implantação de 3 viadutos: Jandira/Itapevi-Aldeia da Serra, Jandira/Itapevi-São Paulo e Castello Branco-São Paulo;
- Implantação de faixa adicional na Castello Branco;
- Implantação de passarela sobre os ramos do trevo;
- Implantação de túnel sob a Castello Branco para passagem de pedestres;
- Construção de muros de contenção;
- Instalação de defensas metálicas e barreira rígida;
- Construção de passeio em concreto para pedestres;
- Instalação de sinalização vertical-horizontal e iluminação;
- Implantação de sistema de drenagem.

As obras foram entregues no dia 6 de janeiro de 2010 pelo governador José Serra, com participação de Mauro Arce e Theodoro de Almeida Pupo Júnior.

#### Mairinque - São Roque
No dia 24 de julho de 2015, foram iniciadas as obras de prolongamento do contorno de São Roque, retirando o tráfego rodoviário da cidade, melhorar a fluidez do trânsito e redução do tempo de viagem. A obra foi entregue no dia 6 de maio de 2016, com 3 meses de antecedência.
No dia 18 de dezembro de 2015, a ViaOeste iniciou as obras de duplicação da Raposo Tavares entre São Roque e Mairinque, no trecho entre os kms 63 e 67, com a finalidade de trazer mais segurança aos usuários que trafegam pela rodovia, adequar a rodovia para passagem e travessia de pedestres, e reduzir o número de acidentes. As intervenções previam:
- Implantação de duas pistas em cada sentido;
- Instalação de barreiras rígidas e defensas metálicas;
- Instalação de telas anti-ofuscantes;
- Implantação e readaptação da sinalização vertical e horizontal;
- Readequação do acesso no km 66+300.[24]

As obras foram entregues em maio de 2017, trazendo melhorias para São Roque e cidades vizinhas.

### 2021-2025

#### Sorocaba
No dia 8 de abril de 2021, foram iniciadas as obras de duplicação do contorno de Brigadeiro Tobias, com o objetivo de reduzir o número de acidentes, melhorar o transito e diminuir o tempo de deslocamento. As obras previam:
- Implantação de duas pistas em cada sentido;
- Implantação de nova alça para possibilitar o retorno no dispositivo localizado no km 87+300;
- Construção de viadutos nos kms 87+300, 88+800, km 89+100, 89+300.[26]

As obras foram entregues dia 8 de junho de 2022, com o investimento total de R$ 46 milhões.

#### Osasco
Em maio de 2022, a ViaOeste iniciou as obras de implantação de um novo acesso a Osasco no km 15+800m da Rodovia Castello Branco, ligando a estrada com a Avenida Fuad Auada. Os objetivos da obra foram: facilitar o acesso a cidade, melhorar a mobilidade urbana e promover melhor qualidade de vida. A obra foi entregue no dia 19 de maio de 2024, com a ponte recebendo o nome "Deputado José Camargo".

## Obras em execução

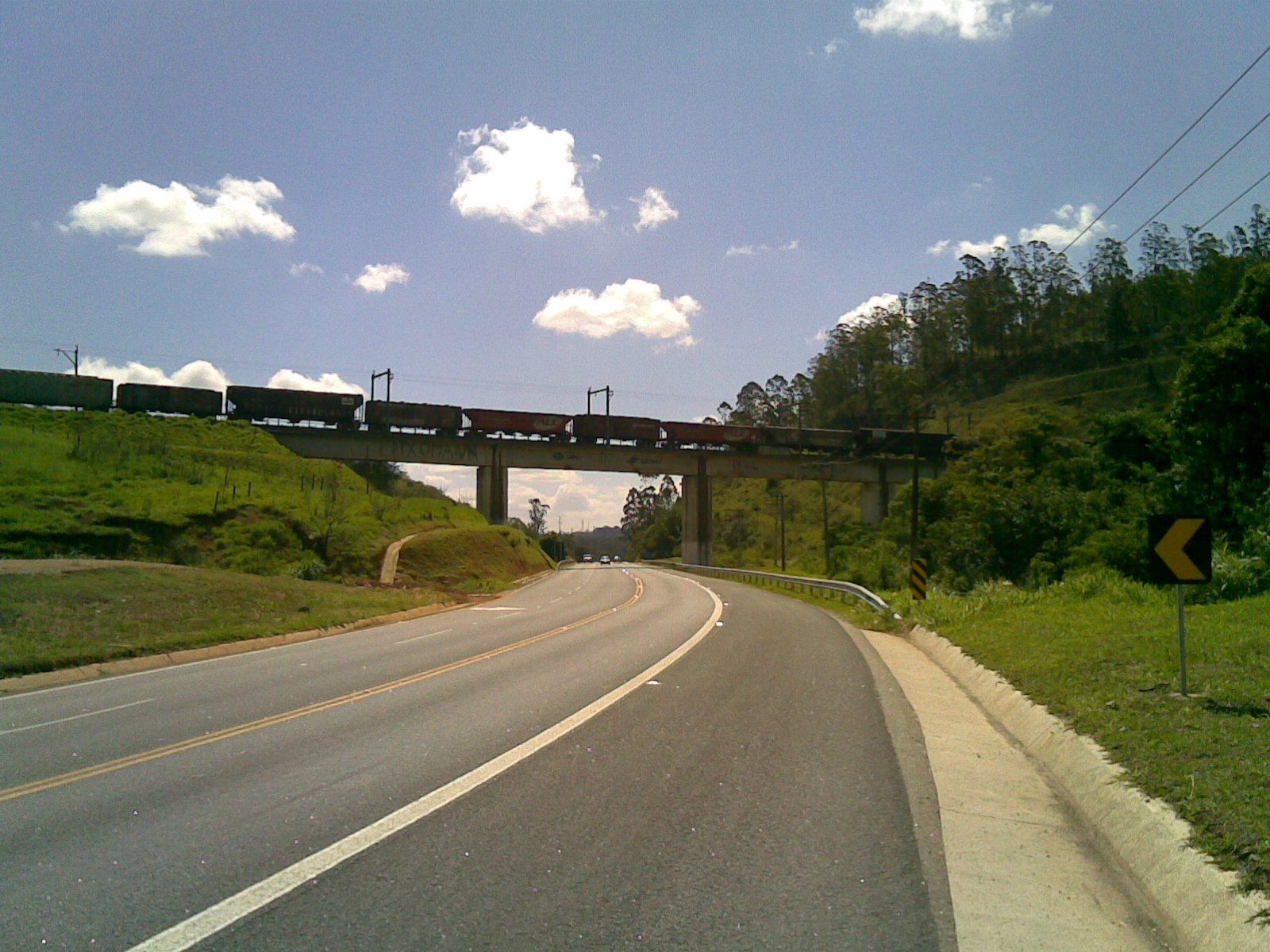
Viaduto Ferroviário localizado nas proximidades de Alumínio, SP

### Rodovia Raposo Tavares

#### Sorocaba - Mairinque
No dia 22 de abril de 2022, foram iniciadas as obras de duplicação da Raposo Tavares entre Sorocaba e Mairinque, entre os kms 86 a 67, reduzindo o risco de acidentes, proporcionando segurança e fluidez viária. As intervenções previam:
- Implantação de duas pistas em cada sentido;
- Implantação de canalização do Córrego Varjão;
- Implantação de passarelas;
- Implantação de dispositivos de retorno nos kms 69, 74, 76 e 80.[30]

O investimento total estimado nas obras é de R$ 350 milhões, com a previsão de entrega para dezembro de 2025.

#### São Roque - Vargem Grande Paulista
Em agosto, as obras de duplicação da Raposo Tavares entre Vargem Grande Paulista e São Roque foram iniciadas, entre os kms 45 a 63. As intervenções previam:
- Implantação de duas pistas em cada sentido;

- Implantação de dispositivos de retorno nos kms 54 e 50.

O investimento total é de R$ 486 milhões, com a previsão de entrega das obras para dezembro de 2025.

### Rodovia Presidente Castello Branco

#### Barueri
Em junho de 2022, foram iniciadas as obras de implantação de vias marginais em Barueri, com o objetivo de evitar congestionamento, proporcionar segurança aos usuários e promover desenvolvimento aos munícipios. As intervenções previam:
- Implantação de vias marginais entre os kms 22+500 e 27;
- Implantação de faixa adicional entre os kms 27 ao 31+650, sentido oeste;
- Implantação de novas pontes sobre o Rio Tietê;
- Readequação no sistema viário municipal;
- Readequação do trevo de acesso ao Alphaville, localizado no km 23;
- Remodelação do trevo de acesso à Barueri, localizado no km 26.[33]

O investimento total para as obras é R$ 1 bilhão, com a previsão de entrega prevista inicialmente para março de 2025, portanto, foi adiada para dezembro de 2026. A razão para o adiamento, segundo a concessionária, foi devido a interferências não previstas, como redes de água, gás e esgoto, o que exigiria adequações no planejamento e ajustes nos cronogramas.